# Louis Moinard (1930-2023)
Pour les articles homonymes, voir Louis Moinard.
Louis Moinard, né le 31 octobre 1930 à Nieul-sur-l'Autise (Vendée) et mort le 29 mai 2023 à Niort, agriculteur, est un homme politique français, sénateur de Vendée de 1987 à 2004.

## Carrière
Conseiller municipal en 1971, il est élu maire de Nieul-sur-l'Autise en 1977, conseiller général du canton de Saint-Hilaire-des-Loges en 1982, conseiller régional des Pays de la Loire en 1986.
Suppléant du sénateur Louis Caiveau en 1986, il lui succède au décès de celui-ci le 27 février 1987. Il est réélu en 1995, et ne se représente pas en 2004.
Membre de l'UDF, Louis Moinard est inscrit au groupe de l'Union centriste du Sénat. Il siège à la commission des affaires économiques, dont il devient secrétaire le 7 octobre 1998, puis le 4 octobre 2001, à la commission des affaires étrangères, de la défense et des forces armées.
Louis Moinard s'éteint le 29 mai 2023 à Niort à l'âge de 92 ans.

## Mandats
- Conseiller municipal (1971-1977), maire de Nieul-sur-l'Autise (1977-2000)
- Conseiller général du canton de Saint-Hilaire-des-Loges (1982-2001)
- Conseiller régional des Pays de la Loire (1986-1987)
- Sénateur de la Vendée (février 1987-septembre 1995, septembre 1995-septembre 2004)

## Distinctions
- Chevalier de la Légion d'honneur (27 mars 2005)[3]